# Я знаю, куда я иду!
«Я знаю, куда я иду!» (англ. I Know Where I'm Going!) — британский фильм Майкла Пауэлла и Эмерика Прессбургера (1945), действие которого происходит на Гебридах. Мелодрама с элементами комедии.
Название ленты совпадает с названием народной кельтской песни, которая использована в фильме как лейтмотив.

## Сюжет
Джоан Уэбстер (Хиллер) — прагматичная, амбициозная молодая женщина, считающая, что деньги являются основой земного счастья. Она собирается выйти замуж за богатого промышленника Роберта Белинджера, который значительно старше её. Джоан отправляется из своего дома в Манчестере на Гебридские острова, где находится поместье её будущего супруга. Непогода и густой туман не позволяют мисс Уэбстер достигнуть цели. Она вынуждена пережидать ненастье на острове Малл в обществе людей, нравы и быт которых ранее не были ей известны. Там Джоан знакомится с военно-морским офицером Торквилом Макнилом (Ливси), который также из-за плохой погоды застрял на Малле по дороге домой в краткосрочный отпуск. Утром по дороге на автобусную станцию они проходят мимо руин замка Мой. Джоан хочет заглянуть внутрь, но Макнил отказывается. Он открывается девушке в том, что является лэрдом местных земель, а её будущий муж лишь арендует у него остров. Также он сообщает, что над родом Макнилов тяготеет некое старинное проклятие, связанное с этим замком. Взаимная симпатия между молодыми людьми постепенно усиливается.
Непогода переходит в шторм. Джоан и Торквил пытаются добраться до нужного острова на лёгкой моторной лодке, но едва не гибнут в приливном водовороте Корриврекан. Спастись и вернуться на Малл им удаётся только благодаря мужеству и выдержке Макнила. Утром непогода рассеивается. Джоан просит Торквила о прощальном поцелуе. Тот устремляется в замок Мой. Вот-вот должно осуществиться родовое проклятье. Диктор за кадром рассказывает историю, что много веков назад предок Макнила застал в замке жену с любовником. Они были брошены в наполняющееся водой подземелье, посреди которого был небольшой уступ — на нём могли уместиться лишь два крепко обнявшихся человека. Когда силы оставили влюблённых, перед тем, как утонуть, они наложили проклятие на мужчин рода Макнилов. Как оказалось, кара заключалась в том, что любой лэрд окрестностей, посмевший переступить порог замка Мой, до самой смерти будет связан с одной единственной женщиной. Через бойницы Торквил увидел, как к нему идёт Джоан в сопровождении трёх волынщиков, играющих народную свадебную мелодию.

## В ролях
- Уэнди Хиллер — Джоан Уэбстер
- Роджер Ливси — Торквил Макнил
- Джордж Карни — мистер Уэбстер, отец Джоан
- Памела Браун — Катриона Поттс, домовладелица
- Джон Лори — Джон Кэмпбелл
- Джин Каделл — почтмейстер
- Нэнси Прайс — Миссис Крозье

## Работа над фильмом
Дуэт Пауэлла и Прессбургера должен был в начале 1945 года снимать фильм «Вопрос жизни и смерти», однако оборудование, необходимое для съёмок в цвете, было занято военным ведомством для создания учебных фильмов. В его ожидании Пауэлл и Прессбургер решили создать недорогой лёгкий фильм. На сайте www.powell-pressburger.org приведён такой диалог:
Прессбургер: «Давайте сделаем фильм о девушке, которая хочет добраться до острова, но кто-то её задерживает. А когда у неё вновь появляется возможность попасть туда — она уже больше этого не хочет.»
Пауэлл: «Почему же она хочет туда?»
Прессбургер: «Давайте сделаем фильм и узнаем.»
Сценарий к картине был написан Эмериком Прессбургером всего за 5 дней. Съёмки проходили на Гебридских островах и в денемской студии (графство Бакингемшир), куда приезжал из Лондона актёр Роджер Ливси, занятый в столичной театральной постановке. Крупные планы его лица, снятые в студии, были смонтированы с общими планами, снятыми на Гебридах, где его изображал дублёр. Большого монтажного мастерства и множества склеек потребовало создание сцены с водоворотом.

## Отзывы
Эта простая история, считает обозреватель «The New York Times», свидетель премьеры в США, рассказана с большим воображением, умом и эмоциональным пониманием романтических переживаний. Фильм создан для искушённых любителей кино, не следует ожидать от него неистовых страстей. Персонажи картины — нормальные, взрослые, серьёзные люди. Их переживания глубоки, но далеки от экстравагантности, чем, вероятно, и интересны. В тот же год критик «Time Magazine» так оценивает ленту: «„Я знаю, куда я иду!“ не пытается стать великим фильмом, но он очень хорош в очаровательной неприхотливости. История любви развивается аккуратно и нежно, не как между бумажными куклами из обычного кино, но между двумя симпатичными, сильными людьми, прекрасно воплощёнными Хиллер и Ливси».
Несколько иначе эту работу воспринимали на родине, в Великобритании. «The Times» в дни премьеры фильма: На острове Малл героиня сталкивается с народом бедным, гордым, упрямым. И если аскетизм почти документального повествования иногда и скатывается к поверхностному и искусственному обобщению, тем не менее эти персонажи имеют право на существование на экране. Но, как бы то ни было, любовь между главными персонажами поверхностна, а история родового проклятия — полный вздор. Ещё более негативна оценка ленты обозревателем «The Observer», который назвал фильм абсолютным разочарованием, где задатки хорошей картины обильно смешаны со слабыми и даже дурными эпизодами. Среди достоинств критики отмечают дикие величественные пейзажи, диалог окружающей природы и действия, некоторые интересные сцены в гэльском колорите, включая песню и танец, известный как Кейли.
«Никогда не видел фильма, который так бы отдавал дождём и ветром — равно как и фильма, в котором так чудесно были б обыграны ландшафт и обстановка, в которых живут реальные люди», — написал о ленте Раймонд Чандлер.